# Sterculia morobeensis
Sterculia morobeensis är en malvaväxtart som beskrevs av I.G.M. Tantra. Sterculia morobeensis ingår i släktet Sterculia och familjen malvaväxter. Inga underarter finns listade i Catalogue of Life.